# Szabó János (labdarúgó, 1978)
Szabó János (Debrecen, 1978. február 16. –) magyar labdarúgó.

## Pályafutása
A Debreceni VSC összes korosztályos csapatát megjárta, mire a felnőtt csapatba került. Ott viszont nem sikerült meghatározó játékossá válnia. Sokszor kölcsönadták és szinte nem is játszott a Debrecenben. Ezt követően 2003-ban Ausztriába szerződött egy alsóbb osztályú csapatba. 2007-től 2011-ig a többek között Sándor Tamást, Madar Csabát, Arany Lászlót, valamint a Loki sikeredző, Garamvölgyi Lajos fiát, Garamvölgyi Pétert a soraiban tudó Báránd KSE játékosa volt.